# Gregor Franz Hradetzky
Gregor Franz Hradetzky (* 17. Februar 1880 in Ruse, Bulgarien; † 6. August 1942 in Krems an der Donau) war ein österreichischer Orgelbauer.

## Leben
Gregor F. Hradetzky erlernte den Orgelbau bei Franz Capek in Krems an der Donau und absolvierte sein Praktikum als Geselle bei Klais Orgelbau, Ernst Seifert (Orgelbauer) in Köln und bei Furtwängler & Hammer in Hannover. 1914 übernahm er die Werkstatt von Franz Capek; er baute ca. 20 neue Orgeln mit pneumatischer Traktur in Niederösterreich und Burgenland.
Kriegsbedingt musste er während des Ersten Weltkrieges Munitionskisten für das K&K-Heer fertigen, was das ganze Holzlager des Betriebes verschlang. Als er 1916 von der Heeresführung beauftragt wurde, Orgelpfeifen zu requirieren, versuchte er bei besonders wertvollen Instrumenten, diese zu schonen; somit wurde manche historische italienische Orgel an der Isonzofront gerettet.
Todkrank überlebte Hradetzky den Zusammenbruch der Monarchie und flüchtete 1918 zurück nach Österreich. Aus gesundheitlichen Gründen musste er eine Orgelbau-Gesellschaft mit Blauensteiner eingehen, welche allerdings nicht lange hielt.
Seine 1907 und 1909 geborenen Kinder, Maria und Gregor Hradetzky der Jüngere, mussten aus wirtschaftlichem Zwang im väterlichen Betrieb aushelfen. Sein Sohn Gregor begann 1926 eine Lehre als Orgelbauer im väterlichen Betrieb. Dem Zeitgeist entsprechend wurde an pneumatischen und elektropneumatischen Orgeln gearbeitet. Arbeiten an mechanischen Orgeln erfolgten nur im Rahmen von Reparaturen. Seine größte Orgel war die Orgel im Stift Melk mit 40 Registern und elektropneumatischer Traktur.
Von den Kriegsfolgen erholte sich F. G. Hradetzky nie vollständig, sodass er bereits im Alter von 62 Jahren bei Arbeiten an der Orgel der Pfarrkirche Krems verstarb. Mit seinem Tod wurde der Betrieb an seine Gattin Maria Hradetzky überschrieben, welche den Betrieb als Witwenfortbetrieb ab 1942 weiterführte. Mit kleineren Reparatur- und Schneiderarbeiten konnte der Betrieb die Zeit der russischen Besatzung nach dem Zweiten Weltkrieg überstehen.
Der Betrieb wurde von seinem Sohn Gregor weitergeführt.

## Werkliste
| Jahr | Ort                               | Gebäude                            | Bild | Manuale | Register | Bemerkungen                                                           |
| ---- | --------------------------------- | ---------------------------------- | ---- | ------- | -------- | --------------------------------------------------------------------- |
| 1925 | Altpölla                          | Pfarrkirche Altpölla               |      | II/P    | 12       | mit pneumatischer Traktur, barockes Gehäuse                           |
| 1928 | Weikendorf                        | Pfarrkirche Weikendorf             |      | I/P     | 9        | Umbau                                                                 |
| 1933 | Burgschleinitz                    | St. Michael                        |      | I/P     | 7        | mit pneumatischer Traktur, erhalten                                   |
| 1936 | Neukirchen an der Wild            | Pfarrkirche Neukirchen an der Wild |      | II/P    | 10       | mit pneumatischer Traktur                                             |
| 1936 | Melk                              | Stift Melk                         |      | III/P   | 40       | mit elektropneumatischer Traktur, in dieser Form nicht erhalten       |
| 1937 | Albrechtsberg an der Großen Krems | Pfarrkirche Albrechtsberg          |      | I/P     | 8        | mit pneumatischer Traktur                                             |
| 1942 | Krems an der Donau                | Pfarrkirche Krems                  |      | I/P     | 12       | Umbaumaßnahmen, nicht erhalten: seit 1986 Orgel von Gerhard Hradetzky |